# Fushë Bulqizë
Fushë Bulqizë là một xã trong quận Bulqizë thuộc hạt Dibër, Albania. Dân số năm 2005 là 4168 người.